# ألان بيرغ
ألان بيرغ (بالإنجليزية: Alan Berg)‏ هو سياسي أمريكي، ولد في 27 أغسطس 1916، وتوفي في 31 يوليو 1989.